# 김수민 (1982년)
김수민(金守民, 1982년 7월 10일 ~ )은 대한민국 경상북도 구미시 출신의 시사평론가이자 정치평론가로, 2010년부터 2014년까지 제6대 경상북도 구미시의원을 역임하였다. 그는 녹색당의 창당 멤버 중의 한 사람이었으며, 2014년 이후부터 2016년까지 녹색당에서 당직자 겸 활동가로 근무하였다. (2020년 탈당, 현재 무소속) 2016년 중에서 2017년 중을 전후로 시사평론가로 데뷔하였고, 그 이후로 현재까지 시사평론가 겸 정치평론가로 활동 중이다.

## 학력
- 광평국민학교 졸업
- 금오중학교 졸업
- 구미고등학교 졸업
- 연세대학교 교육학과 학사 졸업

## 경력
- 단수피해 시민소송단 공동대표
- 구미시 아이쿱 소비자생활협동조합 감사
- 구미시 주민참여예산제 연구회 위원 겸 간사
- 살구 시민정치캠프 운영위원
- 청년유니온 조합원
- 전국민주노동조합총연맹 경상북도 지역일반노조 조합원
- 진미동 자율방범대와 함께 봉사활동
- <시사IN> 풀뿌리수첩, <레디앙> 진보정치현장 연재
- (2001 ~ 2008) 대학에서 교육학, 역사학 전공
- (2002) 안티조선 신문 <조선바보> 편집주간
- (2002) 경향신문 1기 옴부즈만
- (2002 ~ 2007) <대자보> 문화부 기자
- (2005 ~ 2007) <유뉴스> 기획위원
- (2006 ~ 2008) 대학 채플 자율화 운동
- (2008) 새로운 진보정당운동 회원
- (2008) 모교인 구미고등학교에서 교생 실습
- (2009) 인터넷방송 <칼라TV> 구성작가
- 구미시 주민참여예산제연구회 위원 겸 간사
- 구미시 학교급식특별위원회 위원
- 구미시 아동여성보호 지역연대 위원
- 구미시 보조사업평가위원 경제농업분과
- 구미시 사회단체보조금 심의위원
- 구미시 용역과제 사전심의위원
- (2010 ~ 2013) 구미시 풀뿌리희망연대 운영위원
- (2010 ~ 2012) 구미시 교육경비보조금 심의위원
- (2011 ~ 2012) 인동 진미 파출소증설 운동본부+
- (2011 ~ 2013) 구미시 평생교육원 정기강좌 외래강사 심사위원
- 녹색당 경북도당 운영위원
- 2010.07 ~ 2014.06 제6대 경상북도 구미시의회 의원
- 2010.07 ~ 2012.07 제6대 경상북도 구미시의회 전반기 기획행정위원회 위원
- 2010.07 ~ 2012.07 제6대 경상북도 구미시의회 전반기 의회운영위원회 위원
- 2012.07 ~ 2014.06 제6대 경상북도 구미시의회 후반기 산업건설위원회 위원
- 녹색당 경북도당 사무처장
- 녹색당 언론홍보기획단장
- 녹색당 대변인
- 2017.07 ~ 2018.12.03 SBS 팟캐스트 김용민의 뉴스관장 출연
- 2018.01.02 ~ 2018.09.04 TBN 제주교통방송 김수민의 뉴스어장 진행
- 2018.03 ~ 2018.12 김용민의 정치쇼 말말말 출연
- 2018.04 ~ 2018.08.06 MBC경남 소수의견 출연
- 2018.06 ~ 2019.10 KBS 《김용민 라이브》〈미세뉴스(미세뉴스보세로 코너 변경)〉 출연
- 2018.08 ~ 현재 MBC경남 바로시사 출연
- 2018.09.03~ 2019.03.29 EBS 공감시대 오늘의 한 컷 출연
- 2018.12 ~ SBS 정치쇼 《말말말》 출연
- 2018 ~ 2019.07 SBS 김성준의 시사전망대 출연
- 2019.02 ~ 2019.12 SBS CNBC 《용감한 토크쇼 직설》 출연
- 2019.04 ~ 2019.08 《김용민의 측면승부》 출연
- 2019.05 ~ 현재 뉴스민 《김수민의 뉴스밑장》 진행
- 2019.06 ~ 2019.07 청정구역 출연
- 2019.12 ~ 2020.08 MBC FM 《이승원의 세계는 그리고 우리는》 출연
- 2019.12 ~ 2021.08 KBS 1라디오 《최강시사》 <김수민의 눈> 출연
- 2020 ~ 현재 한겨레TV 《It슈 예언해줌》 출연 (김민하와 공동 출연)
- 2020.03 ~ 현재 SBS CNBC (2021년 1월 1일 이후 현 SBS Biz) 경제 와이드 이슈& 출연
- 2020.03.30 ~ 현재 연합뉴스TV 뉴스큐브 출연
- 2020.04.12 ~ 현재 정치발전소 마키아벨리의편지 도서 선정위원
- 2020.05.14 ~ 2020.09 대구CBS 표준FM 뉴스필터 출연
- 2021.06 ~ 현재 KBS 1TV 더 라이브 출연
- 2021.07 ~ 현재 CBS 표준FM 한판승부 출연

## 역대 선거 결과
|  | 21.14% |

|  | 13.46% |